# Alpenverein Südtirol
De Alpenverein Südtirol (AVS) is een alpinistische vereniging die in 1945 ontstond door samenvoeging van de Duits- en Ladinischtalige bergbeklimmersverenigingen in Zuid-Tirol.
Oorspronkelijk waren de Zuid-Tiroler alpenverenigingssecties leden van de Deutsche und Österreichische Alpenverein. Door de bouw van negentien schuilhutten, uitbreiding van het wegennet en opleiding van berggidsen droegen zij wezenlijk bij aan de ontsluiting van de Alpen. Na het einde van de Eerste Wereldoorlog en de annexatie van Zuid-Tirol door Italië werd in 1923 het gezamenlijke bezit van de secties in Zuid-Tirol onteigend en de vereniging verboden. Pas in 1945, na afloop van de Tweede Wereldoorlog werd door de geallieerden de stichting van de Alpenverein Südtirol toegestaan.
De Alpenverein Südtirol zetelt in Bozen. De vereniging heeft 32 secties verspreid over heel Zuid-Tirol. Het ledenaantal bedroeg op 31 december 2003 36.673.
Een huidig project van de vereniging is digitalisering van de in totaal 20.000 kilometer wandelweg in Zuid-Tirol, met alle bemerkenswaardige punten langs het traject, zodat men reeds op internet de gehele wandelroute kan samenstellen. Daarnaast moet hierdoor oriëntatie tijdens de wandeling middels GPS worden vergemakkelijkt.